# Funivia Trapani-Erice
La funivia Trapani-Erice  (detta anche funivia di Erice) collega la città di Trapani, in Sicilia con il comune di Erice posto sull'omonimo monte a 751 m s.l.m.

## Storia

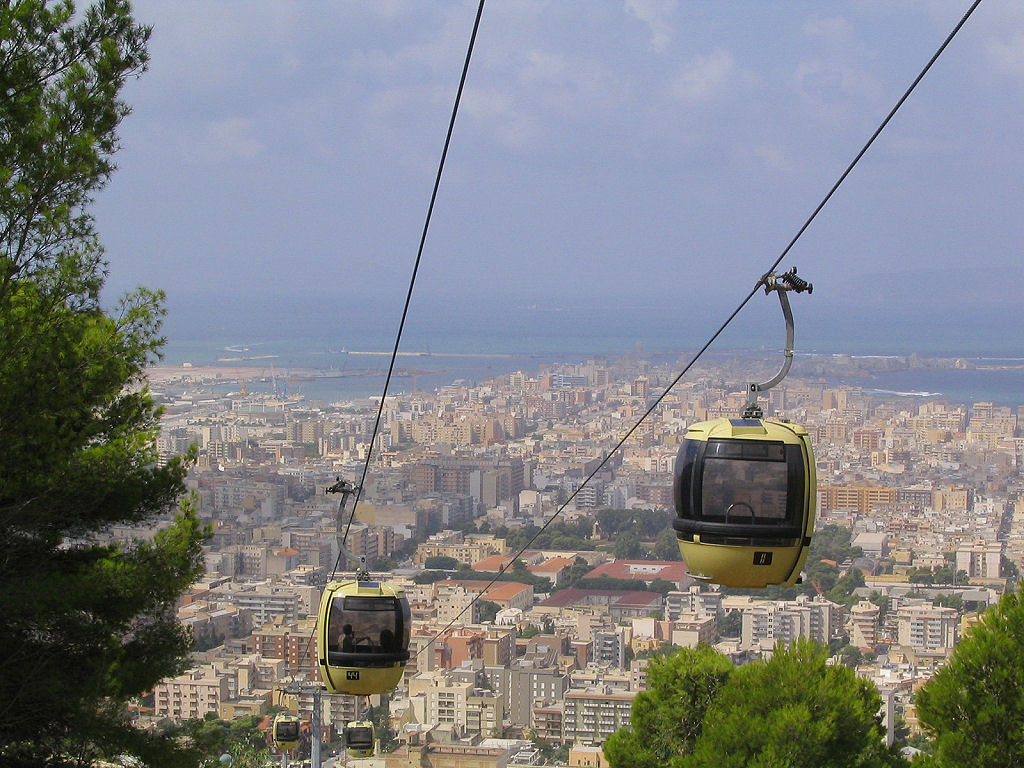
Cabine da 8 posti in marcia nei due sensi

Si iniziò a parlare di un collegamento teleferico Trapani-Erice sin dagli anni venti del XX secolo in cui sorse anche un comitato e venne elaborato un progetto.
Nel secondo dopoguerra il progetto venne inserito tra le iniziative imprenditoriali del conte Dino Lora Totino progettista e costruttore, tra l'altro, della funivia dell'Etna e della funivia dei Ghiacciai. La costruzione della funivia venne intrapresa nella prima metà degli anni cinquanta; le cabine furono realizzate dal cantiere San Bernardino di Voltri. Venne infine inaugurata nel 1956. Per la sua gestione il conte e ingegnere Lora Totino costituì la S.I.T.A.S. (che gestì anche la funivia dell'Etna) ma alla fine degli anni sessanta cedette tutto a un consorzio formato da Comune e Provincia di Trapani e dal Comune di Erice rinunciando alla convenzione a causa dell'impossibilità di ripianare i costi di gestione.
L'impianto, pur con frequenti sospensioni del servizio, rimase in attività ma venne fermato verso l'inizio degli anni ottanta e rimase chiuso per oltre un ventennio. Nei primi anni duemila divenne evidente l'esigenza della riattivazione della funivia; allo scopo vennero commissionati progetti e preventivi e venne scelto quello della Leitner di Vipiteno.
Il tracciato riprendeva quello della vecchia funivia dismessa ma l'asse dell'impianto subiva una lieve rotazione, la stazione di valle rimaneva in corrispondenza della precedente stazione alla periferia orientale di Trapani mentre quella di monte veniva spostata più a valle per evitare di sorvolare una piazzetta a ridosso delle vecchie mura all'ingresso di Erice.
In seguito all'approvazione del progetto da parte del Dipartimento trasporti e comunicazioni della Regione Siciliana l'infrastruttura, che sostituiva interamente quella antica inattiva venne realizzata da un'associazione temporanea di imprese costituitasi allo scopo e che comprendeva oltre alla capofila Leitner la Tecnicon e la Coling. I lavori vennero completati in un biennio. L'importo di circa 12 milioni di euro (costo complessivo dell'opera) venne finanziato dalla Regione Siciliana per 5,519 milioni di euro e con un mutuo acceso dalla Provincia di Trapani per 6,843 milioni di euro.
La funivia venne inaugurata l'8 luglio 2005.
Secondo dati forniti dal gestore, Funierice, dal 2005 al 2013 sono stati circa 3,5 milioni i passeggeri trasportati. In atto la società impiega 14 lavoratori addetti integrati da 5 stagionali.

## Caratteristiche
L'impianto è costituito da una classica cabinovia automatica monofune; i veicoli sono agganciati automaticamente alla fune portante-traente, ad anello chiuso, che è in moto continuo unidirezionale. Le cabine sono in tutto 42 (delle quali 4 sono riservate ai disabili).
La stazione motrice è quella alta, posta a 703 m s.l.m.; in essa è posto l'argano motore e i gruppi di emergenza sotto il piano di calpestio che ha funzione di imbarco e sbarco viaggiatori. In essa è presente anche un binario di servizio per lo scarto e l'evacuazione di un veicolo inefficiente.
A valle (a 40,2 m s.l.m.) è sita la stazione di arrivo e rinvio, che esercita anche la funzione di tensionamento della fune mediante un dispositivo idraulico ed è fornita di magazzino retrostante sotterraneo con rotaia per il ricovero dei veicoli.
Ogni stazione è dotata di meccanismi composti da: treno di decelerazione (in arrivo) con ruote di gomma e presa di moto diretta dalla fune; convogliatore a catena per trasportare le cabine in rotazione nella stazione; un treno di accelerazione (in invio) analogo a quello di decelerazione.
Imbarco e sbarco dei viaggiatori avvengono anche nella curva di giro stazione in quanto la velocità delle cabine durante tali operazioni non supera 0,3 m/s.
L'impianto supera il dislivello con uno sviluppo lineare di 3016,9 m e una pendenza massima del 50,8% percorsi in circa 10 minuti.
La quantità di persone trasportate per ciascuna cabina è di 8 unità e ciò consente una portata oraria di circa 1 000 passeggeri a velocità di 5 m/s.